# كارل شيل (ممثل أفلام)
كارل شيل (و. 1927 – 2019 م) هو ممثل أفلام، وممثل مسرحي سويسري، توفي في لوكارنو، عن عمر يناهز 92 عاماً.

## وصلات خارجية
- كارل شيل على موقع IMDb (الإنجليزية)
- كارل شيل على موقع مونزينجر (الألمانية)
- كارل شيل على موقع ميوزك برينز (الإنجليزية)
- كارل شيل على موقع أول موفي (الإنجليزية)
- كارل شيل على موقع قاعدة بيانات الأفلام السويدية (السويدية)
- كارل شيل على موقع قاعدة بيانات الفيلم (الإنجليزية)
- كارل شيل على موقع كينوبويسك (الروسية)